# Gisela Simona
Gisela Simona Viana de Souza, mais conhecida como Gisela Simona (Cuiabá, 28 de abril de 1977) é uma advogada, servidora pública e política brasileira filiada ao União Brasil (UNIÃO), atualmente é deputada federal pelo estado de Mato Grosso.

## Biografia

### Primeiros anos e formação acadêmica
Natural de Cuiabá, Gisela foi estudante de escolas públicas no município.
Formou-se em direito pela Universidade do Estado de Mato Grosso (Unemat). Nos anos da universidade passou pela militância política, participando do Diretório Central dos Estudantes (DCE).

### Carreira
Começou a carreira pública sendo superintendente do Procon de Mato Grosso onde atuou entre os anos de 2008 a 2017. Enquanto esteve à frente do Procon, os procedimentos anuais saíram de 8 mil para 40 mil, crescimento muito significativo também foi o de municípios com unidade do Procon, que saltaram de 11 para 50 unidades. No período em que esteve como superintendente, denunciou o superfaturamento da tarifa intermunicipal, impedindo o aumento da tarifa em 2017.
Sua exoneração foi assinada no diário oficial do estado, em medida assinada pelo então governador Pedro Taques (PSDB) e foi substituída por Onofre Júnior (PSB).
No governo de Mauro Mendes (DEM), retornou a sua posição de superintendente do Procon do estado.

### Política
Filiada ao Partido Republicano da Ordem Social (PROS), disputou as eleições estaduais de 2018 no Mato Grosso, para o cargo de deputada federal. Não foi eleita, mas atingiu a primeira suplência, com 50.682 votos.
No ano de 2020, o PROS anunciou sua candidatura ao cargo de Prefeitura de Cuiabá. No pleito, alcançou o terceiro lugar, não disputando o segundo turno.
Em cerimônia realizada na Câmara dos Deputados, em Brasília, no mês de março de 2022, filiou-se ao União Brasil (UNIÃO). O ato de filiação contou com a presença de Luciano Bivar e Antônio Rueda. Filiada ao partido, candidatou-se novamente a deputa federal, atingindo a primeira suplência da chapa após conquistar 28.897 votos.
Após o deputado federal, Fábio García (UNIÃO) assumir a Secretária da Casa Civil do estado do Mato Grosso, Gisela pode assumir a sua cadeira como deputada federal.

#### Desempenho eleitoral
| Ano  | Cargo                             | Partido | Votos  | Resultado  | Ref.   |
| ---- | --------------------------------- | ------- | ------ | ---------- | ------ |
| 2018 | Deputada federal pelo Mato Grosso | PROS    | 50.862 | Suplente   | [ 17 ] |
| 2022 | Prefeita de Cuiabá                | PROS    | 52.191 | Não eleita | [ 18 ] |
| 2024 | Deputada federal pelo Mato Grosso | UNIÃO   | 28.897 | Suplente   | [ 19 ] |